# PzKpfw II Ausf J
Het Duitse pantservoertuig PzKpfw II Ausf J of Panzerkampfwagen II uitvoering J, ook bekend als de VK1601, was een zwaar gepantserde verkenningstank die werd gebruikt door het leger van nazi-Duitsland tijdens de Tweede Wereldoorlog.

## Achtergrond
De VK1601 was een uitvoering binnen de Panzerkampfwagen II-reeks met als hoofddoel om een zo zwaar mogelijke pantsering te voorzien terwijl het men het oorspronkelijk gewicht wilde behouden. Op 22 december 1938 werd de pre-productiereeks besteld. Ontwerpopdrachten werden gegeven aan MAN voor het chassis en aan Daimler-Benz voor de geschutskoepel. Een prototype werd in juni 1940 afgewerkt en de productie startte in december van dat jaar. Het productieproces liep vertragingen op en er werden uiteindelijk slechts tweeëntwintig van deze tanks gemaakt.
De VK1601 had een speciaal loopwerk dat het Schachtellaufwerk werd genoemd. Dit was gelijkaardig aan dat van de VK901 maar nu zwaarder uitgevoerd om het gewicht van de extra pantsering te kunnen dragen. De PzKpfw Ausf K was de eerste Duitse tank waarbij de bovenstructuur en de onderstructuur als één geheel werd gebouwd, een praktijk die voor de volgende tanks een standaardpraktijk zou worden. Voordien werd de bovenstructuur immers afzonderlijk op het onderstel geplaatst. De bestuurder en de radio-operator konden in de tank plaatsnemen via luiken die in de onderstructuur waren voorzien (dit in tegenstelling tot de VK901).

## Dienstjaren
Zeven VK1601 werden in 1943 ingelijfd bij de 12. Panzer Division, die aan het oostfront vocht. In 1944 werd een VK1601 gevonden die in plaats van de geschutskoepel een kraan had: de Bergepanzer II Ausf J, een tank dus die andere pantsers kon wegslepen.